# Comme il vous plaira (film)
Pour les articles homonymes, voir As You Like It et Comme il vous plaira (homonymie).
Pour plus de détails, voir Fiche technique et Distribution.
Comme il vous plaira (As You Like it) est un film britannique de Paul Czinner, sorti en 1936, avec Laurence Olivier dans le rôle d'Orlando et Elisabeth Bergner dans celui de  Rosalinde.
C'est une adaptation de la pièce homonyme de Shakespeare et la première apparition de Sir Laurence Olivier dans un rôle shakespearien à l'écran. Ce fut d'ailleurs le seul rôle shakespearien de Laurence Olivier pour le cinéma qui n'ait reçu aucune nomination aux Oscars.
Elisabeth Bergner avait par le passé tenu le rôle de Rosalinde dans son pays natal (Allemagne) et son accent germanique est repérable dans la plupart de ses scènes.

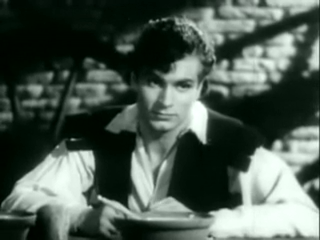
Laurence Olivier.

## Synopsis
Le duc usurpateur Frédéric a banni son propre frère aîné, le vieux duc. Frédéric autorise cependant Rosalinde, la fille du duc banni, à rester, car elle est la meilleure amie de sa fille Célia. Orlando, contraint de s'enfuir de chez lui à cause de l'oppression de son frère Olivier, arrive au duché de Frédéric, et s'engage dans une lutte acharnée. En quittant le duché, Orlando rencontre Rosalinde, et c'est immédiatement le coup de foudre. Frédéric se met alors en colère et bannit Rosalinde. Celia décide de la suivre, avec le bouffon Pierre de Touche.
Rosalinde et Célia déguisées respectivement en "Ganymède", un garçon, et "Aliena", se risquent dans la forêt d'Arden, où elles finissent par rencontrer le duc exilé. Orlando, qui découvre que Rosalinde vit maintenant avec le duc, affiche des poèmes d'amour pour elle dans les arbres. Orlando parvient à croiser Ganymède en chemin, qui se met à lui apprendre à guérir de l'amour. Au même moment, Phébé, une bergère, tombe amoureuse de Ganymède, bien qu'il (elle) la rejette continuellement. Silvis, un berger, est amoureux de Phébé, ce qui complique la situation. Pendant ce temps, Pierre de Touche tente d'épouser une simple paysanne, Audrey, avant qu'il ne soit arrêté par Jacques, un Seigneur qui demeure avec le duc en exil.
Finalement, Ganymède, Orlando, Phébé, et Silvis sont réunis  pour décider qui épousera qui. Ganymède propose qu'Orlando promette d'épouser Rosalinde, et Phébé d'épouser Silvis si elle ne peut épouser Ganymède. Le jour suivant, Rosalinde se dévoile, et Phébé épouse Silvis. Orlando sauve alors Olivier d'une lionne dans la forêt, l'obligeant à se repentir et à se réconcilier avec son frère. Orlando et Rosalinde, Olivier et Célia, Silvis et Phébé, et Pierre de Touche et Audrey sont maintenant tous mariés, et ils apprennent que Frédéric s'est aussi repenti et a décidé de réhabiliter son frère.

## Fiche technique
- Titre original : As You Like It
- Titre français : Comme il vous plaira
- Réalisation : Paul Czinner
- Scénario : J.M. Barrie, Robert Cullen, d'après As You Like It de William Shakespeare
- Adaptation : Carl Mayer
- Décors : Lazare Meerson
- Costumes : John Armstrong, Joe Strassner
- Photographie : Harold Rosson
- Son : L.E. Overton, C.C. Stevens
- Montage : David Lean
- Musique : Sir William Walton
- Chorégraphie : Ninette de Valois
- Production : Paul Czinner, Joseph M. Schenck
- Production associée : Dallas Bower
- Directeur de production : Robert Cullen
- Société de production : Inter-Allied Film Producers
- Société de distribution : Twentieth Century Fox Film Company
- Pays de production :  Royaume-Uni
- Langue originale : anglais
- Format : Noir et blanc  — 35 mm — 1,37:1 — son mono
- Genre : Comédie romantique
- Durée : 96 minutes
- Dates de sortie :
  - Royaume-Uni : 3 septembre 1936
  - France : 26 novembre 1937

## Distribution
- Elisabeth Bergner : Rosalinde, la fille du vieux duc / Ganymède
- Laurence Olivier : Orlando, le plus jeune fils de Sir Roland des Bois.
- Sophie Stewart : Célia, fille du duc Frédéric / Aliena
- Henry Ainley : Le vieux duc, qui a été répudié.
- Richard Ainley : Silvis
- Leon Quatermaine : Jacques, Seigneur au service du vieux Duc.
- Felix Aylmer : Duc Frédéric, qui a répudié son frère.
- Mackenzie Ward : Pierre de Touche
- John Laurie : Olivier
- Joan White : Phébé
- Dorice Fordred : Audrey
- Peter Bull : William
- Aubrey Mather : Corin
- Austin Trevor : Le Beau
- Lionel Braham : Charles, le Lutteur

## Autour du film
- Ce film est le premier long métrage britannique sonore adaptant une pièce de Shakespeare[2].